# Yvan Lebourgeois
Yvan Lebourgeois (* 26. Oktober 1962 in Noyers-Bocage) ist ein ehemaliger französischer Fußballspieler.

## Karriere
Von seiner Jugend an bis ins frühe Erwachsenenalter hinein spielte Lebourgeois beim unterklassigen Verein ASPTT Caen, während er hauptberuflich als Metzger arbeitete. Er wurde vom lokalen Profiklub SM Caen entdeckt und unterschrieb 1984 mit 21 Jahren einen Vertrag bei dem Zweitligisten. Noch im selben Jahr avancierte der gelernte Stürmer zum Stammspieler und trug im Verlauf der Saison 1987/88 acht Treffer zum Aufstieg in die höchste französische Spielklasse bei. In den darauffolgenden Jahren hielt er mit der Mannschaft die Klasse, wobei er durch den 1989 verpflichteten Trainer Daniel Jeandupeux seinen Platz im Sturm gegen eine Position in der Defensive eintauschte.
Zur Spielzeit 1992/93 debütierte er darüber hinaus im europäischen Wettbewerb, auch wenn die Teilnahme nicht von Erfolg gekrönt war. Einige Zeit danach fiel er durch eine schwere Verletzung für eine längere Zeit aus; dennoch schaffte er die Rückkehr in eine Mannschaft, die trotz einiger Neuverpflichtungen 1995 abstieg. Lebourgeois hielt dem Klub danach die Treue und zählte zu den Leistungsträgern einer Mannschaft, die 1996 den direkten Wiederaufstieg vollbrachte. Allerdings kehrte er im selben Jahr dem Profifußball mit 33 Jahren nach 200 Erstligapartien mit sieben Toren und 157 Zweitligapartien mit 23 Toren den Rücken und setzte seine Laufbahn beim Drittligisten FC Saint-Denis-Saint-Leu fort. Ein Jahr darauf kehrte er nach Caen zurück, wo er jedoch nicht mehr für den Profiklub, sondern für seinen ersten Verein ASPTT spielte. Für das unterklassige Team trat er ein Jahr lang an, ehe er 1998 endgültig mit dem Fußballspielen aufhörte. 2002 übernahm er eine Funktion im Fußball, als er zum Vizepräsidenten des Klubs AF Vire gewählt wurde. Anschließend kehrte er dem Sport den Rücken und arbeitete als Busfahrer in Caen.